# Can Sorna
Can Sorna és una masia de Sant Martí de Llémena (Gironès) inclosa a l'Inventari del Patrimoni Arquitectònic de Catalunya. És un edifici de planta baixa i un pis, de planta rectangular amb una ala sobresortida al costat dret. Aquesta masia forma un conjunt amb la pallissa, al voltant de l'era.
Pel costat esquerre de la masia s'afegí una ampliació que continua el pendent del teulat. S'hi accedeix per una porta semidovellada de pedra, flanquejada per finestres de llinda planera de pedra amb una creu gravada. La façana lateral dreta té una porta d'accés al pis que comunica l'era i la pallissa. En aquest punt, el primer pis i l'era són al mateix nivell. La façana posterior està penjada damunt el marge, guanyant el desnivell i tancant l'era. El teulat és a dues aigües i amb carener perpendicular a la façana principal. Cal esmentar un pou rodó de pedra a l'entrada del conjunt.
La pallissa és l'edifici que tanca l'era de la masia de Can Sorna. És de planta rectangular, de planta baixa i pis i una nau, amb teulat a dues aigües i carener perpendicular a façana. Té un pilar rodó central que aguanta l'enteixinat i està coberta de cairats de fusta. El ràfec, molt volat, aixopluga l'entrada, formada pel mateix teulat aguantat per escaires de fusta. Realitzada en pedra sense arrebossar, amb una escala de pedra el costat dret i que puja al primer pis.